# Thysanopyga picturata
Thysanopyga picturata är en fjärilsart som beskrevs av William Schaus 1911. Thysanopyga picturata ingår i släktet Thysanopyga och familjen mätare. Inga underarter finns listade i Catalogue of Life.